# Смъртоносна тайна
„Смъртоносна тайна“ (на английски: A Dead Secret) е австралийски телевизионен филм от 1959 година, заснет от телевизия Ей Би Си.

## Сюжет
Действието във филма се основава върху драмата от едно убийство в Лондон през 1911 година.